# Kirchohmfeld (Band)
Kirchohmfeld ist ein deutsches Musikprojekt, das sich im Bereich des Darkwave und der avantgardistischen elektronischen Musik bewegt.
Die ursprünglichen Bandmitglieder von Kirchohmfeld waren Andreas Neumann und Gerhard Eminger. 1997 erschien ihr erstes Album Sic transit gloria mundi bei Chrom Records. Das zweite Album Diode wurde 1999 bei Paragoric/Dark Vinyl Records veröffentlicht. Während in Sic  transit gloria mundi Klangexperimente im Vordergrund stehen, ist Diode stark von melodischen Songs unter Bezugnahme auf deutsche Elektronikbands der 1980er Jahre geprägt. Mit dem dritten Album Querschnitt (Dark Vinyl, 2006) setzte Andreas Neumann Kirchohmfeld als Soloprojekt fort. In allen Alben dienen als Textgrundlage unter anderem Gedichte deutscher Dichter, beispielsweise Joseph von Eichendorff („Nachts“ auf Diode). 

## Alben
- Sic transit gloria mundi (1997, Chrom Records)
- Diode (1999, Paragoric/Dark Vinyl)
- Querschnitt (2006, Dark Vinyl)
- Motion (2015, Dark Vinyl)